# No Surrender 2012
No Surrender 2012 è stata l'ottava ed ultima edizione del pay-per-view prodotto dalla Total Nonstop Action Wrestling (TNA). L'evento ha avuto luogo il 9 settembre 2012, presso la Impact Wrestling Zone di Orlando in Florida e vi si sono svolte le semifinali e finali del torneo Bound for Glory Series.

## Risultati
| # | Match | Stipulazioni                                                 | Durata |
| - | --- | ------------------------------------------------------------ | ------ |
| 1 | Jeff Hardy ha sconfitto Samoa Joe                                                                                       | Semifinali delle Bound for Glory Series                      | 12:34  |
| 2 | Bully Ray ha sconfitto James Storm                                                                                      | Semifinali delle Bound for Glory Series                      | 13:54  |
| 3 | Miss Tessmacher (c) ha sconfitto Tara                                                                                   | Single match per il titolo TNA Women's Knockout Championship | 06:55  |
| 4 | Zema Ion (c) ha sconfitto Sonjay Dutt                                                                                   | Single match per il titolo TNA X Division Championship       | 11:32  |
| 5 | Rob Van Dam ha sconfitto Magnus                                                                                         | Single match                                                 | 10:07  |
| 6 | The World Tag Team Champions of the World (Christopher Daniels e Kazarian) (c) hanno sconfitto A.J. Styles e Kurt Angle | Tag team match per i titoli TNA World Tag Team Championship  | 19:30  |
| 7 | Jeff Hardy ha sconfitto Bully Ray                                                                                       | Match finale delle Bound for Glory Series                    | 12:23  |
|   | (c) = campione in carica al momento dell'inizio del match.                                                              |                                                              |        |